# Platyzoa
Grupa Platyzoa su nesegmentisane životinje koje pripadaju protostomijama i prvi ih je opisao Tomas Kavalier-Smit 1998. godine. Tomas Kavalier-Smit je u ovu grupu svrstao i filum Platyhelminthes, odnosno pljosnate crve i filum Acanthognata. Sve češće je ova grupa opisana kao parafiletska, uključujući i Rouphozoa i Gnathifera.

## Karakteristike
Nijedna grupa Platyzoa nema respiratorni niti cirkulatorni sistem zbog njihove male veličine, ali poseduju složen polni sistem. Filumi Platyhelminthes i Gastrotricha spadaju u grupu acelomata, dok druge grupe imaju pseudocelom i dele zajedničke karakteristike kao što su struktura vilice i ždrelo, iako su se sekundarno izgubili kod grupe Acanthocephala. Formiraju monofiletsku podgrupu koja se naziva Gnathifera.
Ime su dobile po tome što je većina grupe pljosnata i ako rotifere nisu.

## Sistematika
Klasifikacija ove grupe izgleda ovako:
- [1]
- [2]

Grupa Platyzoa je bliska Lophotrochozoa. Zajedno ove dve grupe čine Spiralia.
Prikazan je nedavni mogući kladogram koji bi pokazao da su se Lophotrochozoa pojavile zajedno sa Platyzoa kao sestrinska grupa Rouphozoa (Gastrotricha i Platyhelminthes). Lophotrochozoa i Rouphozoa se tada nazivaju Platytrochozoa. Ovo Platyzoa čini parafiletskom grupom.

## Literatura
- Tomanović, Ž.; Žikić, V.; Petrović, A. (2008). Sistematika i filogenija beskičmenjaka. Beograd: Biološki fakultet, Univerzitet u Beogradu.
- Brajković, M. (2004). Zoologija invertebrata I. Beograd: Zavod za udžbenike i nastavna sredstva.
- The Taxonomicon - Taxon: Infrakingdom Platyzoa Cavalier-Smith, 1998 Архивирано на веб-сајту  (27. новембар 2005) - retrieved January 31, 2006
- Triploblastic Relationships with Emphasis on the Acoelomates and the Position of Gnathostomulida, Cycliophora, Plathelminthes, and Chaetognatha: A Combined Approach of 18S rDNA Sequences and Morphology[мртва веза] - retrieved January 31, 2006
- „Myzostomida Are Not Annelids: Molecular and Morphological Support for a Clade of Animals with Anterior Sperm Flagella”. doi:10.1111/j.1096-0031.2001.tb00116.x.
- Current advances in the phylogenetic reconstruction of metazoan evolution. A new paradigm for the Cambrian explosion? - retrieved January 31, 2006